# Јапанска карате асоцијација
Јапанска карате асоцијација (ЈКА, на јапанском Nihon Karate Kyokai, или понекад само "kyokai" међу каратекама у Јапану) једна је од примарних шотокан организација.
Окинављански професор Гичин Фунакоши донео је карате у Јапан 1922. године. А име којим је потписивао своју поезију било је шото, па је његов приступ каратеу постао познат под именом шотокан. Фунакшијевим радом, карате је постао део јапанског школског система, прилагођен како би се смањио број повреда и спојио са модерним приступом атлетском тренингу.
У касним четрдесетим годинама преоћлог века, пред крај свог живота, Фунакоши и његови старији ученици основали су посебан институт, посвећен истраживању, промоцији, организацији дешавања, и обуци. Ово је била Јапанска карате асоцијација. Под главним инструктором Масатошијем Накајамом, генерација угледних инструктора се раширила по читавом свету, вођена из ЈКА седишта у Токију.
Након Накајамине смрти 1987. године, ЈКА је почео да се цепа, како у седишту у Токију тако и широм света. Али, и даље представља једну од највећих и најутицајнијих организација модерног каратеа.